# Fageia amabilis
Fageia amabilis är en spindelart som beskrevs av Cândido Firmino de Mello-Leitão 1929. 
Fageia amabilis ingår i släktet Fageia och familjen snabblöparspindlar. Inga underarter finns listade i Catalogue of Life.